# Terfenol-D
Terfenol-D，是一种磁致伸缩材料，该合金化学式为TbxDy1-xFe2 (x ~ 0.3)。它最早由美国海军军械实验室在1970年代开发。1980年代在美国海军的资助项目下，埃姆斯实验室改进了该材料生产技术的效率。它得名于terbium（铽）、Fe（铁）、海军军械实验室的缩写NOL，以及代表Dysprosium（镝）的D。
它有高的磁弹性和磁致伸缩系数，最初应用于海军声呐系统，后来应用于磁机械传感器、执行器、换能器以及超声波传感器等。
因为磁致伸缩执行器能产生高压力，它也被考虑应用于柴油机的燃料喷射器。